# Fuerza Aérea Argentina
La Fuerza Aérea Argentina (FAA) es una de las ramas de las Fuerzas Armadas junto al Ejército y la Armada, cuya misión principal es rechazar agresiones militares externas. Fue creada en el año 1945 al crearse la Secretaría de Aeronáutica, constituyendo la más joven fuerza armada.
La Fuerza Aérea se halla subordinado al presidente de la República como comandante en jefe de las Fuerzas Armadas. El jefe del Estado Mayor General de la Fuerza Aérea (JEMGFA) tiene dependencia del ministro de Defensa (MINDEF) por delegación del presidente y relación funcional con el Estado Mayor Conjunto (EMCO), a los fines de la acción militar conjunta.
En tiempos de paz, la Fuerza Aérea lleva a cabo operaciones de control aéreo en coordinación con el Comando Conjunto Aeroespacial, provee apoyo logístico y de transporte a las campañas antárticas en el marco del Comando Conjunto Antártico, y presta apoyo a la comunidad en caso de catástrofe.

## Historia

### Antecedentes de aviación militar
Aunque fue oficialmente creada en 1944, la Fuerza Aérea Argentina hace remontar su historia a la creación el 10 de agosto de 1912 de la Escuela de Aviación Militar del Ejército Argentino, establecida en los terrenos de El Palomar por un decreto del presidente de la Nación Roque Sáenz Peña.
Entre los pioneros de la aviación argentina estuvieron Aarón de Anchorena y Jorge Newbery, quien el 25 de diciembre de 1907 cruzó el Río de la Plata en el globo aerostático «Pampero», que había sido traído de Francia por Aarón de Anchorena. Esto produjo entusiasmo y llevó a la creación del Aero Club Argentino en 1913, primera entidad aérea del país. Otro precursor de la Fuerza Aérea Argentina fue el soldado conscripto Pablo Teodoro Fels, quien a bordo de su monoplano Blériot XI (idéntico al de Jorge Newbery) cruzó el Río de la Plata en la madrugada del 1.º de diciembre de 1912 con rumbo a la ciudad de Montevideo, donde llegó dos horas después, batiendo el récord mundial en vuelo sobre agua. Por esta hazaña, Pablo Teodoro Fels fue felicitado y homenajeado por el Ejército Argentino; pero también fue sancionado por haber contravenido las reglamentaciones militares. Tras cumplir su arresto, fue ascendido a Cabo.
En 1927 se creó la Dirección General de Aeronáutica, para coordinar la aviación militar del país, y en el mismo año se fundó en la Ciudad de Córdoba la Fábrica Militar de Aviones, que se convertiría en el corazón de la industria aeronáutica argentina.

### Creación
El 11 de febrero de 1944, se creó el Comando en Jefe de Aeronáutica, el cual dependía directamente del Ministerio de Guerra y tenía como finalidad dirigir los asuntos aeronáuticos del país, con excepción de la Armada, y el fomento de la actividad aérea civil. El paso siguiente fue la creación de la Secretaría de Aeronáutica el 4 de enero de 1945, siendo este día en el cual la Aeronáutica Argentina se constituyó como tal. Su nombre oficial fue cambiado en la década del 60 por el de "Fuerza Aérea Argentina".
Al término de la Segunda Guerra Mundial, la Aeronáutica Argentina inició un proceso de modernización, incorporando nuevos aviones de combate: en 1947 se adquirieron 100 aviones de caza Gloster Meteor MK.IV, de origen británico, como pago por el Reino Unido de una parte de su deuda con la Argentina por la provisión de materias primas durante la Segunda Guerra Mundial. También se incorporaron bombarderos Avro Lincoln y Avro Lancaster, con lo cual se convirtió en la primera fuerza aérea de América Latina equipada con aviones de combate con motores de reacción. y en la más poderosa de la región por su capacidad de combate.
El Gobierno Nacional fomentó también la industria aeronáutica, iniciando el desarrollo de un  avión de combate propio, con la colaboración de técnicos alemanes y obteniendo como resultados el I.Ae. 27 Pulqui I y el I.Ae. 33 Pulqui II. Esto hizo que la Argentina fuera el primer país latinoamericano y el quinto país en el mundo en desarrollar tecnología propia de aviones de caza a reacción.
Durante el primer mandato de Juan D. Perón se trazó el plan para motorizar nuevamente la industria aeronáutica y ponerla al tanto de los distintos avances técnicos ocurridos durante la Segunda Guerra Mundial, por lo que se trajeron de Europa a 750 obreros y especialistas, dos equipos de diseñadores alemanes (liderados por Kurt Tank y Reimar Horten, respectivamente), un equipo italiano (a cargo de Cesare Pallavicino) y al ingeniero francés Émile Dewoitine. Estos equipos, junto con ingenieros y técnicos argentinos, serían los encargados de proyectar los aviones de combate (propulsión a reacción) Pulqui I y Pulqui II, el avión bimotor I.Ae. 35 Huanquero, alas volantes Horten, etc. Asimismo se gestionó el ingreso al país de un importante grupo de profesores del Politécnico de Turín, con los cuales se creó la Escuela de Ingeniería de la Fuerza Aérea Argentina. Este personal académico también formó parte del claustro de la Facultad de Ingeniería de la Universidad Nacional de Córdoba.
También se fabricaron los aviones I.Ae. 22 DL (entrenamiento avanzado), el I.Ae. 24 Calquín (bombardeo y ataque), el I.Ae. 23 (entrenamiento primario), el avión bimotor de caza I.Ae. 30 Ñancú, el planeador de asalto I.Ae. 25 Mañque, el motor de aviación «El Gaucho», el cohete teledirigido AM-1 Tábano 5 y aeronaves de instrucción elemental y de uso civil: I.Ae. 31 Colibrí, I.Ae. 32 Chingolo, y el F.M.A. 20 Boyero. La concreción de estos proyectos aeronáuticos motivó la formación de una importante red de proveedores de partes de alta calidad, y como consecuencia, la creación del parque industrial que fue la base del posterior desarrollo y despegue industrial de la ciudad de Córdoba. La industria aeronáutica argentina tuvo su máximo esplendor en el transcurso de las décadas de 1940 y de 1950, cuando bajo la orientación y el apoyo del Estado Nacional, el Instituto Aerotécnico y la Fábrica Militar de Aviones (FMA) alcanzaron plena actividad.
El fin de la Segunda Guerra Mundial abrió las puertas a una «edad de oro» (1945-1955) en la que la disponibilidad de divisas en arcas gubernamentales, la abundancia de ingenieros aeronáuticos alemanes, italianos y franceses desempleados, y la disposición británica a proveer motores y accesorios aeronáuticos de última generación, permitieron a la Argentina alcanzar la autonomía en el desarrollo y construcción de aeronaves de altas prestaciones y avanzada tecnología, como el I.Ae. DL.22 (con 206 unidades aéreas fabricadas en total para fines de la década de 1940). El Pulqui I fue el primer avión de combate a reacción construido en Sudamérica y el octavo en el mundo, habiendo sido diseñado en el Instituto Aerotécnico de la Ciudad de Córdoba (de ahí la designación I.Ae. 27), por un equipo liderado por el ingeniero francés Emile Dewoitine. Hizo su primer vuelo el 9 de agosto de 1947.

### Guerra Fría
El año 1952 marcó un hito en la historia de la aviación argentina, ya que en ese año se iniciaron los vuelos antárticos. Anteriormente, el Gobierno Nacional presidido por Juan D. Perón creó la FA.T.A. (Fuerza de Tareas Antárticas), destinando a la misma aeronaves Avro Lincoln, Avro Lancaster, Beechkraft AT-11 y Douglas C-47, que tuvieron su asiento en la Base Aérea Militar de Río Gallegos, provincia de Santa Cruz.

#### Participación en las revoluciones de 1955
En 1955 tuvieron lugar dos revoluciones; la primera de ellas, en junio. El 15 de ese mes, la unidad de Meteor del Aeródromo Militar de Morón se mantiene fiel al gobierno del General Perón. El día 16, la Aeronáutica Argentina, con sus aviones de combate Gloster Meteor (leales al Gobierno Nacional) se enfrentaba en combate aéreo contra dos aviones North American AT-6 Texan de la Armada Argentina. Uno de ellos, el matriculado I-063 del teniente Ernesto Adradas derribó una unidad aérea AT-6 (piloteado por el guardiamarina Arnaldo Román) en tanto su compañero, el primer teniente Osvaldo Rosito, a bordo del I-090, atacó al aparato aéreo del teniente Máximo Rivero Kelly, que logró huir. Otro de los Meteor, piloteado por el Vicecomodoro Carlos Sister, cañonea a los aviones de la Aviación Naval estacionados en Ezeiza. En esta acción es dañado el Beech AT-11 0273/3-B-11. Sin embargo, el mismo día 16 de junio, por la tarde, personal de Morón se subleva y los Gloster (matrículas: I-058, I-064, I-094) le dispararon a formaciones del ejército que respondían al gobierno central, como así también atacaron la Casa de Gobierno. Los aviones se refugieron en territorio uruguayo, ya que Morón había sido retomado, horas más tarde, por las fuerzas leales. En ese momento, se produjeron diversas resoluciones por parte del Estado Nacional, siendo una de ellas la disolución de la Aviación Naval.
Durante el golpe de Estado de septiembre, la Aeronáutica (leal al Gobierno Nacional) realizó numerosas operaciones, siendo cinco aparatos aéreos los que desertaron para sumarse al bando rebelde. La revolución fue dirigida por el general Eduardo Leonardi. En esas acciones, el día 16 de septiembre, la Armada había desplegado, sobre el Río de La Plata, a los destructores ARA Cervantes (T-1) y ARA La Rioja (T-4), procedentes de Río Santiago. Varias escuadrillas de cazas Gloster Meteor y una de bombarderos IA-24 Calquin atacaron a los buques, siendo el ataque más efectivo aquel que tuvo lugar a las 11.30 de la mañana, cuando un ataque de los cazas produjo 12 muertos y 35 heridos entre ambos barcos. Tres horas después, Los Gloster vuelven a atacar esta vez a unidades de desembarco causando bajas entre los marinos. Cayendo la tarde de mismo 16 de septiembre, la Fuerza Aérea ataca la Base Naval de Río Santiago, apoyando a las fuerzas leales de tierra. No toda la Fuerza Aérea respondía al gobierno central: en Córdoba se subleva la Escuela de Aviación Militar (E.A.M.) y la Escuela de Suboficiales. El 17 de septiembre, los Gloster Meteor atacaron a fuerzas leales terrestres; como así también una sección de Gloster leales, procedente de Río Cuarto, bombardea el aeropuerto de Córdoba, dañando en tierra a tres bombarderos Avro. El mismo 17 el Aeródromo Militar Tandil, cae en manos revolucionarias junto a las aeronvaes allí presentes. Las acciones siguieron el día siguiente, cuando aviones del gobierno atacan la Escuela de Aviación; asimismo, el día 19 el Meteor I-079 del bando sublevado, cae a tierra tras despegar desde la Fábrica Militar de Aviones de Córdoba, falleciendo su piloto, teniente Alberto Morandini.
En 1955, con la llegada y posterior consolidacion de la Revolución Libertadora, el "proyecto Pulqui" perdió el favor del gobierno de facto y la mayoría de los técnicos abandonaron el país, incluso el ingeniero alemán Kurt Tank, quien emigró a trabajar en la industria aeronáutica de la India.

#### 1962: Primer choque entre Azules y Colorados
Al atardecer del 20 de septiembre de 1962, durante el primer enfrentamiento entre Azules y Colorados, dos Gloster Meteor de la Fuerza Aérea Argentina, luchando por el bando Azul, atacaron a la Escuela de Tropas Aerotransportadas de Córdoba, fuertemente alineada con el bando Colorado, mientras se dirigía hacia la Capital Federal por la avenida Rivadavia, a la altura de San Antonio de Padua (Gran Buenos Aires), fallando el blanco y ametrallando un tren de pasajeros en el que murieron 4 pasajeros y otros 5 resultaron heridos. El 21 de septiembre de 1962, aviones Meteor dispararon cohetes T-10 sobre los efectivos de la Escuela de Suboficiales del Ejército, desplegados y atrincherados en el parque Chacabuco, Capital Federal, durante el golpe de Estado que derrocaría al presidente Dr. Arturo Frondizi.

#### 1963: Segundo enfrentamiento entre Azules y Colorados

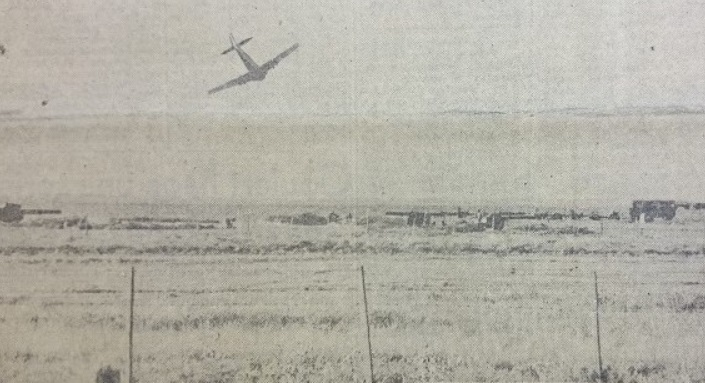
Avión T-34 Mentor de la Fuerza Aérea ataca la Base Aeronaval Punta Indio.

En el alzamiento militar y los combates de abril de 1963, durante la segunda guerra civil entre Azules y Colorados, a primera hora del 3 de abril, aún no se sabía qué actitud adoptaría el Comando en Jefe de la Fuerza Aérea, decisiva para inclinar la balanza hacia la Armada (colorados, el bando rebelde) o el Ejército (en su mayoría azul, leales). La Aviación había ido cambiando sus posturas de acuerdo a las percepciones que iban surgiendo de los combates, muchas veces contradictorias, razón por la cual fue llamada «la Fuerza Panqueque». Inicialmente, se había inclinado por no abrir fuego contra los sublevados, pero el derribo del avión del teniente Speranza y la prédica del subsecretario de Aeronáutica Eduardo Mc Loughlin sobre el comandante en jefe Carlos Armanini inclinó la balanza para el bando azul y terminó de definir la llamada "Guerra de los Cuatro Días". Al fin, la comandancia y la mayoría de los miembros de la Fuerza Aérea se alinearon en el bando Azul y mantuvieron bajo el mando del presidente de facto José María Guido, mientras que las bases de Aeroparque, Mar del Plata y Reconquista, se alinearon con el bando colorado.
El 3 de abril el Bando Azul atacó la Base Aeronaval Punta Indio, en poder de los colorados, primero mediante una ofensiva aérea que continuó con una ofensiva de los tanques del C-8 no destruidos en la víspera, y los tanques del C-10 de Campo de Mayo. El ataque aéreo fue realizado por la Fuerza Aérea, desde la VII Brigada Aérea, con una flota integrada por aviones Mk.IV Gloster Meteor, a los que se agregaron dos bombarderos Avro 694 Lincoln (procedentes de V Brigada Aérea de San Luis); cuatro F-86F Sabre (Grupo 4 de Caza-Bombardeo) cuatro Morane Saulnier MS.760 Paris (del Grupo 1 de Caza-Bombardeo de la IV Brigada Aérea, con asiendo en El Plumerillo, provincia de Mendoza). Los comandantes de las escuadrillas fueron el comodoro Juan Pierrestegui y el vicecomodoro Fernando Manuel Pérez Colman. Entre los pilotos se encontraban primeros tenientes José Etcheverry, Juan Carlos Gabanet, Alexis de Nogaetz, Carlos Speranza, Hugo Giampaoletti, Juan Manuel Baigorria y el teniente Anselmo Stigarria.
Los marinos al comando del coronel Sabarots fueron sorprendidos por una maniobra pergeñada por la Fuerza Aérea. Aprovechando la indefinición de la fuerza, dos F-86F pidieron autorización a Punta Indio para repostar combustible en calidad de "neutrales". Los dos pilotos aterrizaron y fueron personalmente atendidos por el coronel Sabarots. Después de cargar combustible, ambos cazas despegaron y atacaron sorpresivamente las defensas antiaéreas dejando a la base indefensa ante el ataque del resto de la flota, que de manera coordinada descargó sus municiones minutos después. El ataque aéreo azul destruyó cinco cazas F9F Panther en tierra, más un DC-4 y un DC-3 histórico (matrícula CTA-12), que fue uno de los dos aviones que realizaron el primer vuelo argentino al polo sur un año antes. También resultaron dañados cuatro F4U Corsair (matrículas 203, 209, 221 y 225), y dos Grumman S-2 Tracker (matrículas 3-AS-3 y 3-AS-5). Pese a los daños que estaba sufriendo por el ataque de la aviación azul, los aviones colorados no dejaron de atacar a las columnas blindadas azules de Campo de Mayo y Magdalena que se dirigían hacia Punta Indio. El coronel Alcides López Aufranc, al comando del Regimiento 8, era uno de los jefes azules más exaltados y arengó a su tropa para "arrasar Punta Indio", en venganza por los 9 muertos y los 24 heridos bajo su mando producidos por la Armada el día anterior. Durante toda la mañana, la base aeronaval fue sometida a bombardeo de aviones y artillería, mientras el comandante Sabarots ordenaba evacuar a los oficiales navales en aviones que huyeron hacia Uruguay, en los cuales huyó él también.
Luego del mediodía, las tropas azules al mando del general Alejandro Agustín Lanusse ingresaron a la Base Aeronaval Punta Indio, que había sido abandonada por sus jefes. Según Sabarots, cuando él abandonó la base, la había dejado a cargo del capitán de fragata Raúl Torrent. Según los testimonios azules, quien recibió a Lanusse fue el capellán de la ocupada, luciendo uniforme militar. En los combates murieron al menos 4 efectivos de la base de Punta Indio: los cabos primero Ricardo Iglesias y Luis González, el marinero Eduardo Bustamante y el conscripto Segundo Alejandro Varela; Robert Potash, sobre la base de los expedientes militares, señala que murieron cinco efectivos pertenecientes a la base y tres resultaron heridos.

#### Nuevo material
A fines de los años 60 y principios de los 70, la FAA modernizó todo su arsenal. Compraron el McDonnell Douglas A-4 Skyhawk de manufactura estadounidense. En 1965 adquiere cincuenta (50) A-4B de la Marina de Estados Unidos y en 1975 un segundo lote de veinticinco (25) A-4C. La FAA decide asignar los A-4B a la V Brigada de Villa Reynolds (San Luis) y a los A-4C a la IV Brigada de El Plumerillo (Mendoza).
En 1970 se firma el contrato en Francia por doce (12) interceptores Dassault Mirage M-III EA/DA (diez M-IIIE monoplazas + dos M-IIID biplazas) de fabricación nueva, innovando en tecnología militar e incorporando la capacidad de vuelo supersónico. En 1973 se crea el Escuadrón 1 de Caza con asiento en Moreno, conformando luego la VIII Brigada.
Más tarde se incorpora una segunda partida de siete M-IIIE monoplazas en 1977 y dos M-IIID biplazas en 1979, reforzando la dotación.

#### Otros hechos
Desde el 4 al 10 de diciembre de 1973, el comandante general de la FAA, Héctor Luis Fautario participó del primer vuelo transatlántico que involucró tres continentes, partiendo desde América del Sur, en la ciudad de Buenos Aires, haciendo escala en la ciudad de Río Gallegos y luego en la Base Marambio (Antártida), para llegar a Oceanía aterrizando en Christchurch (Nueva Zelanda) y en la ciudad de Canberra (Australia). El 15 de diciembre, el brigadier general Fautario y los tripulantes recibieron una distinción de parte del Presidente Juan D. Perón. El 27 de octubre de 1977, un helicóptero Aérospatiale SA315B Lama aterrizó en el cerro Aconcagua tres veces. El piloto de la aeronave fue el teniente Héctor Pereyra, felicitado por la empresa Aérospatiale.
La FAA participó del golpe de Estado de 1976 y de la dictadura «Proceso de Reorganización Nacional». El comandante general de la Fuerza Aérea integró la Junta Militar, con un jefe de cada fuerza. La FAA albergó en algunas de sus dependencias a centros clandestinos de detención.
En 1977, el Poder ejecutivo creó la Policía Aeronáutica Nacional (PAN), unidad de policía militar a cargo de la seguridad y defensa de los aeródromos, pistas e instalaciones de la aviación a nivel nacional, dependiente del Comando en Jefe de la Fuerza Aérea.

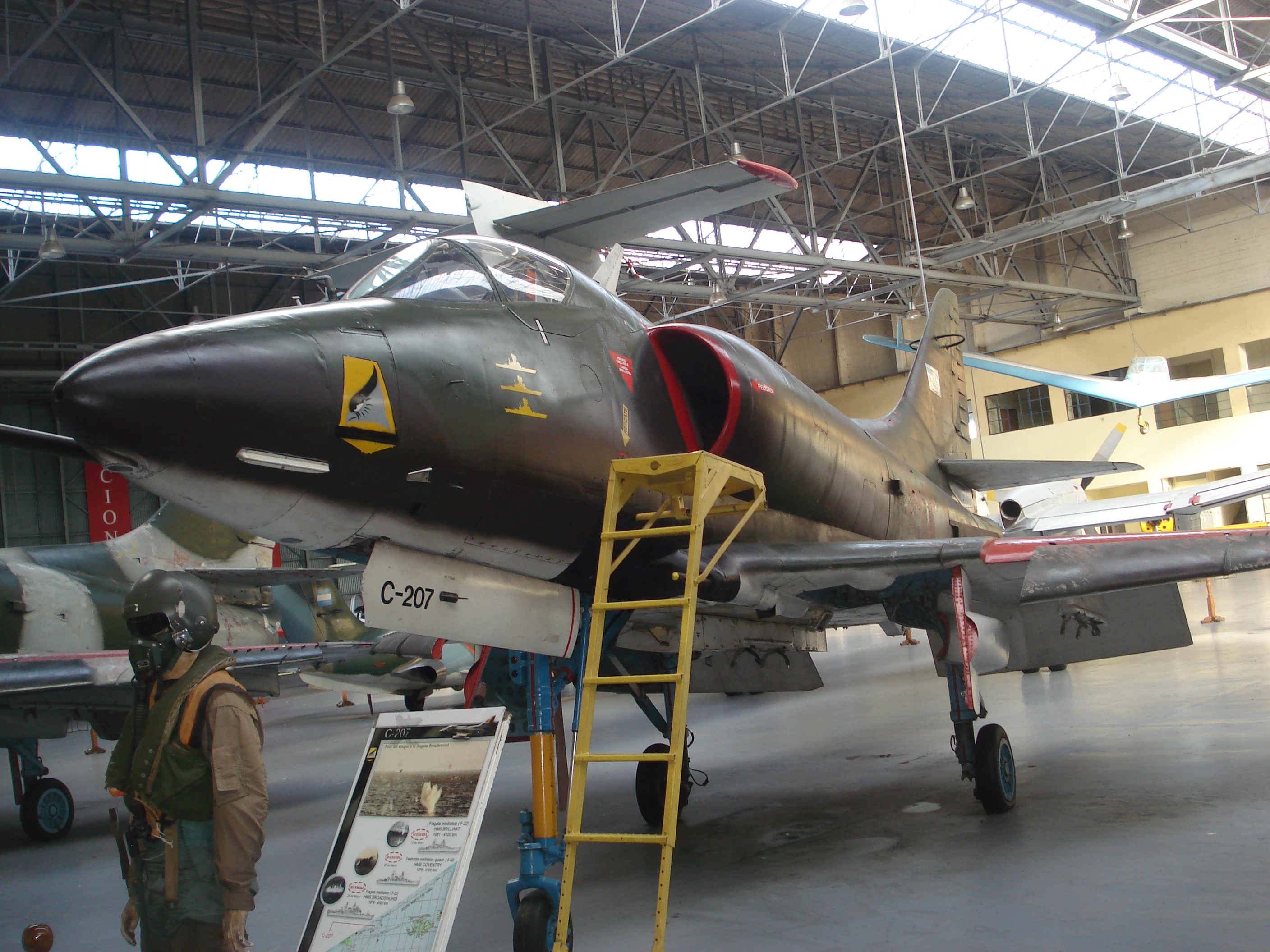
A-4 Skyhawk en museo.

#### Guerra de Malvinas
El conflicto de Malvinas fue un conflicto entre el Estado Argentino y el Británico, que tuvo lugar en 1982 en dicho archipiélago en el Atlántico Sur. Las aeronaves utilizadas por la Fuerza Aérea durante las hostilidades fueron los A-4 Skyhawk, los Mirage III y V, los IA-58 Pucará, los BMK-62 Canberra , los C-130 Hércules, los Learjet 35, los Aero Commander 500, helicópteros  Boeing CH-47 Chinook y Bell 212.

#### Aeronaves empleadas
A-4 Skyhawk
El A-4Q Skyhawk era un avión caza de ataque y embarcado proveniente de Estados Unidos, fabricado por Douglas Aircraft Corp. Fue diseñado por Edward H. Heinemann en la década de 1950 para la Armada y la Infantería de Marina de los EE. UU. Fue denominado A4D por la designación de la US Navy de 1922 y, cuando se estableció el sistema unificado en 1962, pasó a llamarse A-4. En 1965, la Argentina adquirió 50 Skyhawk A-4B para la Fuerza Aérea por U$S 7 100 000. Luego, en 1970, se adquirieron para la Armada otros más excedentes de la US Navy. Pesaban 4600 kg vacíos, y tenían un largo de 12,48 m, y una altura de 4,57 m. Tenían espacio para un solo tripulante, y por poco no alcanzaban Mach 1, siendo 1053 km/h su velocidad máxima. Disponían de 2 cañones MK-12 de 20 mm, y la capacidad de expulsar bombas de hasta 1000 lb. Tenían deficiencias. El A4B acompañado por el A4C no contaban con la suficiente cantidad de tanques lanzables, esto hacía que no tuvieran suficiente autonomía. Los A4B además no disponían de ayuda VLF/INS entonces los LR-35 guiaban a estos aviones ya que sus velocidades eran compatibles.
Mirage III y V.
Los Mirage III (3) y V (5) eran aviones supersónicos diseñados por la empresa Dassault Aviation.  El Mirage III era un avión interceptor, por lo que fue creado para interceptar y destruir aviones enemigos. El 14 de julio de 1970 se realizó la firma el contrato por la compra de 10 M-III monoplazas y 2 biplazas, de esta manera se convirtieron en los primeros aviones de la Fuerza Aérea con capacidad de llevar misiles aire-aire. En 1977, se realizó la compra de 7 monoplazas más y, en 1979, de 2 biplaza más. Esto quiere decir que la Fuerza Aérea contaba con 21 unidades de los Mirage III. En cuanto a los Mirage V, se trataba de aviones de ataque. El 28 de agosto de 1979 arribaba el primer lote de estas aeronaves. Producto de la buena acción por parte de los mismos, en el año 1980 se realizó la compra de 13 unidades más (11 monoplazas y 2 biplaza).
El 6 de junio de 1982 durante Guerra de las Malvinas el gobierno del Perú realizó una operación secreta para surtir a la fuerza aérea argentina de 10 cazas Mirage V. También proporcionó misiles Exocet para artillarlos que la fuerza aérea del Perú debió transportar en un avión de transporte Hércules de La Joya (Arequipa, Sur del Perú) al aeropuerto San Salvador de Jujuy (Norte de Argentina), esquivando los radares chilenos en Antofagasta e Iquique, y de ahí a un aeródromo alterno del aeropuerto de Tandil (Buenos Aires) entre el 6 y 8 de junio de 1982. De acuerdo a un informe de inteligencia, los aviones aterrizaron en el Aeropuerto de Jujuy el día 6 continuando el vuelo el 7, Otras dos máquinas hicieron lo propio el día 9. La seguridad estuvo a cargo de la policía provincial, federal y personal de inteligencia militar.
IA-58 Pucará.
Avión diseñado por la Fábrica Militar de Aviones para la Fuerza Aérea Argentina. Empleado para misiones de ataque a objetivos terrestres y potenciado por turbohélice. Tenía una velocidad máxima de 550 km/h. De esa manera quedó conformado el Escuadrón Aeromóvil Pucará Malvinas que fue la primera escuadrilla de aviones de combate que aterrizó en el archipiélago.
BMK-62 Canberra.
Avión bombardero fabricado en el Reino Unido, por English Electric. La Fuerza Aérea Argentina contaba con un total de 10 aviones modelos B.62. Su armamento era:
- 4 cañones 20 mm con 500 disparos o 2 grupos de ametralladoras de 7,62 mm
- Una bahía interna y dos puntos externos con una capacidad de 3.600 kg, para cargar una combinación de:
  - Hasta 9 bombas de 227 kg (500lb) o 6 de 454 kg (1,000lb) o una única bomba de 1,814 kg (4,000lb).
  - 2x pods de 37 cohetes no guiados de 51mm (2 pulgadas) o alternativamente 2x pods con 18 cohetes SNEB de 68mm.

C-130 Hercules.
El C-130 Hércules era un avión de transporte táctico. Fue fabricado en los Estados Unidos por la empresa Lockheed. Era propulsado por cuatro motores turbohélice. Contaba con un suelo bajo, a la altura de la plataforma de un camión; un tren de aterrizaje suave para poder operar sobre pistas irregulares, cabina presurizada, depósitos integrados de gran capacidad a fin de aumentar su alcance, perfecta visibilidad para la tripulación, motores turbohélice y unas asombrosas prestaciones que, junto a su sistema STOL, lo colocaban al nivel de los cazas de la Segunda Guerra Mundial en velocidad. Fueron adquiridos en 1968 por la Fuerza Aérea Argentina tres unidades. Luego  los C-130H que llegaron entre 1971 y 1975, y finalmente cinco C-130B en 1982. Durante las hostilidades, el 1 de junio, mientras realizaba tareas de deteccion de buques enemigos (para la cual no estaba diseñado, al ser solo aeronave de transporte) el C-130 matrícula T-63 fue atacado por parte de aviones de la Marina Real Británica, derribándolo y provocando la muerte de sus 7 tripulantes. 

#### Principales acciones de la FAA en el conflicto
En lo que se refiere a las bases en el sur, se creó la Fuerza Aérea Sur (FAS), siendo su comandante el brigadier Horacio Ernesto Crespo. Durante los días del mes de abril, la F.A.S. realizó las siguientes tareas: reconocer las capacidades del enemigo, adiestrar a los pilotos en las técnicas de ataque a buques, realizar pruebas operativas, adaptar los sistemas de armas, estudiar las posibilidades de ataque de sus aviones (que apenas podían llegar a las islas por la distancia que las separaba del continente), reconocer el archipiélago en vuelos de práctica, etc. Se distribuyo el material y el personal en las siguientes bases:
- BAM Trelew (TRE): Escuadrón MK-62 Canberra
- IX Brigada Aérea, de Comodoro Rivadavia (CRV): Escuadrón de C-130, Escuadrón Fénix (compuesto por aeronaves civiles y militares del tipo Learjet LR-35),  Escuadrón Mirage III, Escuadrón de búsqueda y salvamento (sistemas F-27, DHC-6 y distintos tipos de helicópteros).
- BAM San Julián (SJU): Escuadrón de cazas A4-C y parte del Escuadrón Dagger.
- BAM Santa Cruz (SCZ): parte del Escuadrón IA-58 Pucara (la otra parte destinada a las islas)
- BAM Río Gallegos (GAL): Escuadrón A4-B y Escuadrón Mirage III.
- BAM Río Grande (GRA): parte del Escuadrón Dagger.

En inicios de abril de 1982, los aviones C-130 de la Fuerza Aérea trasladaron 5.500 toneladas de carga y 9.800 hombres, realizando 420 aterrizajes. A patir del 1 de mayo, en que se efectivizó el bloqueo aeronaval inglés, se completaron otros 33 vuelos con aterrizajes y lanzamiento aéreo - de ellos, el 62% para el Ejército, 30% para la Fuerza Aérea y 8% para la Armada. Se movilizaron 450 toneladas de carga y se evacuaron 264 heridos. La FAA creó para esa tarea el Comando Aéreo de Transporte (CAT). En el aeropuerto de Puerto Argentino se creó la Base Militar Malvinas (BAM Malvinas). Para aumentar las dimensiones de la reducida plataforma, se le agregó planchas de aluminio; en Goose Green (Isla Soledad) y en Isla Borbon (norte de Gran Malvina) se crearon dos bases adicionales: BAM Cóndor y BAM Calderón, ambas para funcionamiento de los IA-58; la primera de ellas cayó el 29 de mayo, mientras que la segunda fue blanco de un raid de comandos SAS, perdiendo varios IA-58.
Desde el primer ataque de la Task Force 317 (1 de mayo) hasta la rendición en las islas (14 de junio), la F.A.A. planifico 505 salidas de sus aviones de combate, cumpliendo 445 salidas (88%). De esa cifra, 272 salidas (64%) llegaron a su objetivo material. Durante las operaciones se volaron 12.454 horas, siendo los siguientes los hechos más destacados:
- Combate del 1 de mayo: se desarrollaron acciones aire-aire en su mayoría, sufriendo la fuerza la pérdida de varios pilotos, y una escuadrilla de Dagger fue la primera en el conflicto en atacar unidades de superficie inglesas y eludir su sistema de defensa de misiles.
- Tras el desembarco de buques de la Task Force 317 en San Carlos, se produjeron los hundimientos de la fragata HMS Ardent (F-184) y HMS Antelope (F-170), el 21 y 23 de mayo, y daños graves a otros buques.
- Raid del 25 de mayo, frente a las costas de Pebble Island (Isla Borbon): hundimiento del destructor Tipo 42 HMS Coventry (D-118) y averia de la fragata HMS Broadsword (F-88).
- 30 de mayo: Participación en el ataque conjunto entre la Armada y la F.A.A. al portaaviones HMS Invencible, que según la FAA terminara en su averia; el mismo es negado por Inglaterra.
- Raid del 8 de junio sobre Fitz Roy/bahía Agradable (8 de junio), que culminara con la pérdida del logístico de gran porte RFA Sir Galahad (L-3005) y la lancha de desembarco Foxtrot 4, como también daños graves en los buques RFA Sir Tristam (L-3505) y la fragata HMS Plymouth (F-126).

En cuanto a las operaciones terrestres, la fuerza intervino con otras unidades (3.ª Batería de Artillería AAe, procedente de la BAM Mar del Plata), y el Grupo de Operaciones Especiales (GOE), del cual llegara a las islas el 2 de abril, desplazándose al sector del aeropuerto y con tareas de patrullaje sobre el terreno de las islas.
La Fuerza Aérea Argentina sufrió 55 muertos (36 oficiales, 14 suboficiales y 5 soldados) y 47 heridos, totalizando 101 bajas. La cantidad de argentinos fallecidos en el conflicto (entre todas las fuerzas), asciende a 649 hombres (de ellos, 323 hombres, es decir el 50%, fallecieron en el hundimiento del crucero ARA Belgrano, el 2 de mayo), mientras que 1.088 fueron heridos. En cuanto a perdidas materiales, la FAA tuvo 47 aeronaves en total (diez A4.B, nueve A4-C, dos Mirage III, once Daggers, dos Canberra, un Hércules, un Learjet, dos Bell 212 y veinticuatro Pucará - de estos últimos, trece capturados tras el cese de los combates).

### Posguerra

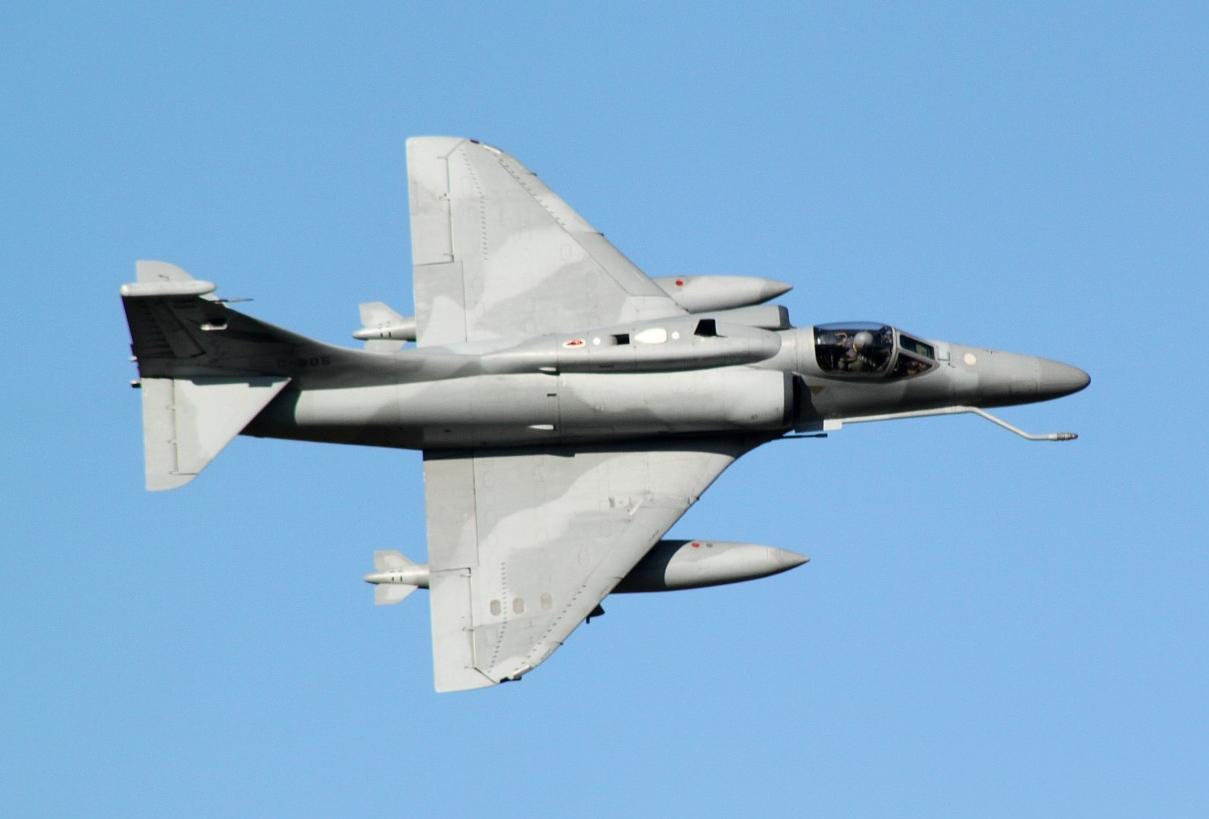
A-4AR Fightinghawk.

La Fuerza Aérea Argentina diseñó en 1982 un plan de renovación para la década de 1990. Los oficiales aeronáuticos se habían convencido de la conveniencia de acabar con la dependencia tecnológica de la Argentina. Por ello planearon el desarrollo del entrenador FMA IA-63 Pampa, el caza furtivo FMA SAIA 90 y la transformación del cohete Cóndor en un misil balístico de alcance medio. El avión Pampa se consagró y sirve en la fuerza, mientras que el SAIA 90 quedó cancelado por resolución del presidente Raúl Alfonsín en favor del Cóndor, el cual prosperó hasta fines de los años ochenta. El misil sucumbió a la decisión del presidente Carlos Saúl Menem de cancelarlo.
En el período comprendido entre 1983 y 2003 la Fuerza Aérea Argentina renovó en parte sus filas. En 1994 el presidente Menem suspendió el servicio militar obligatorio en Argentina. En su lugar habilitó el servicio militar voluntario por un plazo de diez años, donde toda el personal de tropa quedó constituido por soldados profesionales ("Voluntarios"), en lugar de conscriptos. Se los profesionalizó y se permitió la incorporación de mujeres.
La Fuerza Aérea integra el grupo de fuerzas de paz de las Naciones Unidas integrando contingentes de diferentes naciones, entre otros en Chipre —Fuerza de Tareas Argentina—. El mayor aporte de la Fuerza Aérea en estas intervenciones es su moderno Hospital Militar Reubicable.

### De 1983 a la actualidad
Desde 1988 la Fuerza Aérea recibe entrenadores de baja velocidad IA-63 Pampa de la Fábrica Militar de Aviones (FMA) de Córdoba. En 1994 el gobierno nacional decide la privatización de la Fábrica Militar en concesión a la LMAASA (Lockheed Martin Aircraft Argentina SA). La planta entrega ocho aeronaves Pampa en los años venideros.
A finales de siglo, la FAA contaba con veteranos Douglas A-4B/C Skyhawk al límite de su vida útil. En 1995 el Ministerio de Defensa aprueba la compra de treinta y seis (36) McDonnell Douglas OA/A-4M con una recuperación y modernización completa, generando una variante mejorada de ese avión. El proyecto se denomina OA/A-AR Fightinghawk y tuvo un impulso decidido con participación de la planta LMAASA en Córdoba. La primera escuadrilla de A-4AR arriba en vuelo directo de California el 23 de diciembre de 1997, reemplazando a los A-4 que pasan a retiro.
El 15 de octubre de 2004, se creó el Sistema Nacional de Vigilancia y Control Aeroespacial, a cargo de la FAA.
A principios de 2005, el presidente Néstor Kirchner despidió a 17 brigadieres de la Fuerza Aérea Argentina, incluido el jefe de la misma, brigadier general Carlos Rohde, tras un escándalo de tráfico de drogas a través de Aeropuerto Internacional de Ezeiza. Kirchner citó fallos en los sistemas de seguridad de los aeropuertos argentinos que fueron supervisados por la Policía Aeronáutica Nacional, una antigua rama de la Fuerza Aérea que dependía del Comando de Regiones Aéreas, dejó de tener naturaleza militar y pasó a ser una fuerza de seguridad civil dependiente en su momento del Ministerio del Interior, pasando a llamarse Policía de Seguridad Aeroportuaria.
En 2007 la Fuerza Aérea comenzó a participar del Operativo Fortín, el cual tenía el propósito de suministrar vigilancia del espacio aéreo argentino y brindar información a las Fuerzas de Seguridad en la lucha contra el narcotráfico. Se aportaron medios aéreos en forma constante al Plan Nacional de Manejo del Fuego. A su vez, a través de sus unidades, la Fuerza Aérea realiza control de espacio aéreo, empleando aeronaves IA-63 Pampa, IA-58 y A-4R Fightinhawk, además de radares en apoyo de las fuerzas de seguridad. A principios de 2011 la fuerza incorporó para su nueva escuela de vehículos aéreos no tripulados, en la provincia de Córdoba, tres Nostromo Yarará, un vehículo aéreo no tripulado, el primero construido en Argentina para misiones de vigilancia y reconocimiento.
La FAA selecciona al F-16 como su nuevo caza para reemplazar a los M-IIIEA Mirage, M-5A Mara y M-5F Finger, se logra acuerdo con la RDAF (real fuerza aérea de Dinamarca) por veinticuatro (24) cazas F-16AM/BM Block 15 MLU tape 6.5 (programa Peace Condor) y el 16 de abril de 2024 el ministro de Defensa firma el contrato de compra en la base de Skrydstrup, materializando la compra más importante en 50 años. El primer lote llegará a la Argentina en 2025.

## ElsigloXXI
Por decreto del 14 de octubre de 2004 fue creado el Sistema Nacional de Vigilancia y Control Aeroespacial (SINVICA), asignando a la Fuerza Aérea Argentina la tarea de ejecutar las operaciones aéreas necesarias para poner en ejecución ese sistema. Después, por resolución del MD con fecha 9 de abril de 2014, fue creado el Comando Conjunto Aeroespacial (COCAES), con asiento en el Centro de Vigilancia Aeroespacial y con dependencia del Estado Mayor Conjunto (EMCO), para ejercer la coordinación de todas las operaciones aéreas en tiempos de paz.
Un lote de aviones Pampa III fue asignado al Escuadrón 10 "Cruz y Fierro", en la X Brigada Aérea de Río Gallegos, reabierta el 7 de febrero de 2023 para fortalecer la vigilancia y control del espacio aéreo de la Nación.
Aviación de caza
La llegada del sistema de armas F-16 MLU tape 6.5, en un acuerdo firmado en Skrydstrup el 16 de abril de 2024 por 24 aviones de caza (16 F-16AM + 8 F-16BM) de la RDAF (Real Fuerza Aérea de Dinamarca), se halla bajo el programa "Peace Condor". Ese lote de F-16 será la dotación del Grupo 6 de Caza (G6C) en la VI Brigada Aérea con asiento en Tandil. La primera escuadrilla de seis aviones arribará a la Argentina a fines de 2025.
El 18 de diciembre de 2024 fue presentado en la VI Brigada el F-16BM Block 10 llamado "n.º 25", que servirá como entrenador en el Centro de Instrucción.
Aviación de transporte
El 6 de junio de 2023 arribó a la I Brigada Aérea de El Palomar (provincia de Buenos Aires) el avión Lockheed C-130H Hercules TC-60 "Pioneros de la Aviación Militar" para la dotación de esa brigada aérea, adquirida en condición de "leasing" pero después en 2024 quedó incorporado definitivamente en la FAA.

## Aeronaves
| Modelo                                | Proveedor                | Año de incorporación  | Unidad                          | N.º de aviones        |
| Caza y cazabombardero                 | Caza y cazabombardero    | Caza y cazabombardero | Caza y cazabombardero           | Caza y cazabombardero |
| ------------------------------------- | ------------------------ | --------------------- | ------------------------------- | --------------------- |
| Lockheed Martin F-16 Block 15 MLU     | Estados Unidos Dinamarca | 2025                  | VI Brigada                      | 24 (+ 1)              |
| Lockheed Martin OA/A-4AR Fightinghawk | Estados Unidos           | 1997                  | V Brigada                       | 5                     |
| Entrenadores                          |                          |                       |                                 |                       |
| FADEA IA-63 Pampa                     | Argentina                | 1987                  | IV Brigada VI Brigada X Brigada | 29                    |

## Organización

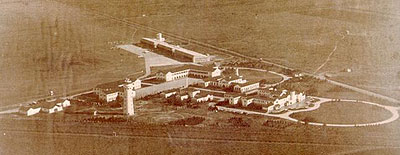
Escuela de Aviación Militar (EAM) en 1940

### Estado Mayor General de la Fuerza Aérea
- Estado Mayor General de la Fuerza Aérea. Edificio "Cóndor", Buenos Aires.

El mando de la FAA lo ejerce el Jefe del Estado Mayor General de la Fuerza Aérea (JEMGFA), bajo autoridad del ministro de Defensa y en coordinación con el Estado Mayor Conjunto. El JEMGFA es designado por el presidente de la Nación en su carácter de comandante en jefe de las Fuerzas Armadas.
| Comando de Adiestramiento y Alistamiento de la Fuerza Aérea | Localización       | Rol                                      |
| ----------------------------------------------------------- | ------------------ | ---------------------------------------- |
| I Brigada Aérea                                             | El Palomar         | Transporte                               |
| II Brigada Aérea                                            | Parana             | Transporte                               |
| III Brigada Aérea                                           | Reconquista        | Apoyo aéreo e intercepcion               |
| IV Brigada Aérea                                            | El Plumerillo      | Formación de aviadores                   |
| V Brigada Aérea                                             | Villa Reynolds     | Cazas de combate                         |
| VI Brigada Aérea                                            | Tandil             | Defensa de espacio aéreo                 |
| VII Brigada Aérea                                           | Moreno             | Transporte y operaciones ANTARTICAS      |
| IX Brigada Aérea                                            | Comodoro Rivadavia | Transporte y Rescate                     |
| X Brigada Aérea                                             | Rio Gallegos       | Entrenamiento y operaciones ANTARTICAS   |
| Base Aérea Militar Chamical                                 | Chamical           | Investigación y Desarrollo               |
| Base Aérea Militar Mar del Plata                            | Mar del plata      | Aeropuerto conjunto                      |
| Base Aérea Militar Merlo                                    | COAe               | Base radar                               |
| Base Aérea Militar Morón                                    | Moron              | Transporte                               |
| Base Aérea Militar Resistencia                              | Resistencia        | Vigilancia aeroespacial                  |
| Base Aérea Militar Aeroparque                               | Aeroparque         | Aeropuerto para aviones VIP y transporte |
| Grupo de Operaciones Especiales                             |                    | GOE                                      |

- Dirección General de Educación
  - Escuela de Aviación Militar
  - Escuela de Suboficiales de la Fuerza Aérea Córdoba
  - Escuela de Suboficiales de la Fuerza Aérea Ezeiza
  - Liceo Aeronáutico Militar
  - Escuela Superior de Guerra Aérea
  - Centro Regional Universitario Córdoba IUA[55]
  - Instituto Nacional de Derecho Aeronáutico y Espacial
  - Centro de Instrucción de Idiomas
- Comando de Material
  - Área Material Río Cuarto
  - Área Material Quilmes
  - Área Logística Palomar
  - Área Logística Córdoba

### Personal
El personal militar se estructura en cuadro de oficiales, cuadro de suboficiales y cuadro de tropa; y en cuerpo comando y cuerpo profesional.
El cuadro de oficiales de cuerpo comando se forma con los cadetes de la Escuela de Aviación Militar (EAM) de Córdoba que se gradúan con el grado de alférez (4 años). El cuadro de oficiales se divide en tres grupos: oficiales superiores (brigadieres y comodoros), oficiales jefes (vicecomodoros y mayores) y oficiales subalternos (capitanes y tenientes). Los oficiales de cuerpo comando pueden alcanzar hasta el grado de brigadier general (4 estrellas).
El cuadro de suboficiales de cuerpo comando se forma con los cadetes de la Escuela de Suboficiales de la Fuerza Aérea Córdoba (ESFAC) y Escuela de Suboficiales de la Fuerza Aérea Ezeiza (ESFAE), que se gradúan con el grado de cabo (2 años). El cuadro se divide en dos grupos: suboficiales superiores (suboficiales) y suboficiales subalternos (cabos). Los suboficiales de cuerpo comando pueden alcanzar hasta el grado de suboficial mayor.

## La mujer en la Fuerza Aérea
El ingreso de mujeres a las Fuerzas Armadas argentinas se inició en 1980, en la Armada y la Fuerza Aérea, en tanto que Ejército lo permitiría en 1981. En el caso puntual de la Fuerza Aérea, en 1980 se habilitó el ingreso de mujeres suboficiales para el Cuerpo Comando y en 1981 se habilitó el ingreso de mujeres oficiales, pero solo en el cuerpo Profesional. Recién en 2001 se permitió el ingreso de mujeres oficiales en el Cuerpo Comando, es decir de las unidades de combate, quedando desde ese momento habilitadas para formar parte de todas las especialidades de la fuerza.
En 2010 la Fuerza Aérea ya registraba un total de 2562 mujeres, equivalentes al 17 % del total, contando los institutos de formación, resultando un porcentaje mucho más alto que las otras dos fuerzas, aunque ese porcentaje se reducía al 0,76 % de los oficiales del Cuerpo Comando, el más bajo de las tres fuerzas. Hacia ese año, las mujeres participaban en juntas de clasificación para suboficiales, pero no participaban en las juntas para oficiales. Una gran parte de las funciones de las mujeres en la Fuerza Aérea estaban influenciadas por estereotipos de género, siendo el área de Apoyo Sanitario el que tenía mayor presencia femenina con un 61%, seguido de Enfermería con un 56 %.
En 2006 la entonces ministra de Defensa Nilda Garré creó el Observatorio sobre la Integración de la Mujer en las Fuerzas Armadas y en 2007 creó el Consejo de Políticas de Género, institución única en el mundo debido al hecho de la incorporación  de las mujeres militares. Se crearon Oficinas de Género en las unidades militares, se derogaron las normas que prohibían el ingreso y permanencia en el Colegio Militar de las alumnas que quedaran embarazadas, así como militares varones que reconocieran su paternidad y la obligación de solicitar autorización al superior para casarse.
A diferencia de las otras dos armas, hasta 2017 ninguna mujer había ascendido a brigadier.[cita requerida]
En 2017 la Fuerza Aérea tenía 3482 mujeres, sin contar los institutos de formación, equivalente a un 25 % de la fuerza.

## Grados

### Oficiales
Los oficiales de la Fuerza Aérea Argentina se forman en la Escuela de Aviación Militar. Allí cursan durante cuatro años para egresar con el grado de alférez.
Los grados de los oficiales, en orden descendente, a continuación:
| Escalafón    | Oficiales superiores | Oficiales superiores | Oficiales superiores | Oficiales superiores | Oficiales superiores |
| Grados       | Brigadier general    | Brigadier mayor      | Brigadier            | Comodoro mayor       | Comodoro             |
| Abreviaturas | BG                   | BM                   | BR                   | CO                   | CM                   |
| Código OTAN  | OF-9                 | OF-8                 | OF-7                 | OF-6                 | OF-6/OF-5            |
| Insignias    |                      |                      |                      |                      |                      |
| ------------ | -------------------- | -------------------- | -------------------- | -------------------- | -------------------- |

| Escalafón    | Oficiales jefes | Oficiales jefes |
| Grados       | Vicecomodoro    | Mayor           |
| Abreviaturas | VC              | MY              |
| Código OTAN  | OF-5            | OF-4            |
| Insignias    |                 |                 |
| ------------ | --------------- | --------------- |

| Escalafón    | Oficiales subalternos | Oficiales subalternos | Oficiales subalternos | Oficiales subalternos |
| Grados       | Capitán               | Primer teniente       | Teniente              | Alférez               |
| Abreviaturas | CT                    | PT                    | TT                    | AF                    |
| Códigos OTAN | OF-3                  | OF-2                  | OF-1                  | OF-1                  |
| Insignias    |                       |                       |                       |                       |
| ------------ | --------------------- | --------------------- | --------------------- | --------------------- |

### Suboficiales
Los suboficiales de la FAA se forman en la Escuela de Suboficiales de la Fuerza Aérea Córdoba (ESFAC) y la Escuela de Suboficiales de la Fuerza Aérea Ezeiza (ESFAE). Allí cursan para egresar con el grado de cabo.
Los grados de los suboficiales, en orden descendente, a continuación:
| Escalafón    | Suboficiales superiores | Suboficiales superiores | Suboficiales superiores | Suboficiales superiores |
| Grados       | Suboficial mayor        | Suboficial principal    | Suboficial ayudante     | Suboficial auxiliar     |
| Abreviaturas | SM                      | SP                      | SA                      | SX                      |
| Código OTAN  | OR-9                    | OR-8                    | OR-7                    | OR-6                    |
| Insignias    |                         |                         |                         |                         |
| ------------ | ----------------------- | ----------------------- | ----------------------- | ----------------------- |

| Escalafón    | Suboficiales subalternos | Suboficiales subalternos | Suboficiales subalternos |
| Grados       | Cabo principal           | Cabo primero             | Cabo                     |
| Abreviaturas | CP                       | CI                       | CB                       |
| Código OTAN  | OR-5                     | OR-4                     | OR-3                     |
| Insignias    |                          |                          |                          |
| ------------ | ------------------------ | ------------------------ | ------------------------ |

### Tropa
Los soldados de la Fuerza Aérea realizan el servicio militar voluntario, capacitándose por un año.
Los grados de los soldados, en orden descendente, a continuación:
| Voluntario de primera | Voluntario de segunda |
| OR-2                  | OR-1                  |
| --------------------- | --------------------- |
|                       |                       |

El personal se divide en: el cuadro de oficiales, compuesto por oficiales superiores, oficiales jefes, oficiales subalternos, oficiales profesionales; el cuadro de Suboficiales entre los que hay suboficiales superiores, suboficiales subalternos; alumnos, compuesto por cadetes y aspirantes; el cuadro de tropa compuesto de soldados voluntarios y conscriptos (estos últimos, sin incorporación desde el inicio del servicio militar voluntario); el cuadro de personal docente civil; y el cuadro de personal civil en sus diferentes agrupamientos a saber: superior, supervisor, universitario, técnico, administrativo, de producción y de servicios.

### Especialidades
| Escalafón aire    | Piloto de caza                            |
| Escalafón aire    | Piloto de transporte                      |
| Escalafón aire    | Piloto de helicóptero                     |
| Escalafón general | Comunicaciones                            |
| Escalafón general | Vigilancia y control aéreo                |
| Escalafón general | Defensa antiaérea                         |
| Escalafón general | Operaciones especiales y defensa          |
| Escalafón general | Abastecimiento                            |
| Escalafón general | Inteligencia                              |
| Escalafón general | Navegador militar                         |
| Escalafón general | Exploración y reconocimiento aeroespacial |
| Escalafón general | Tránsito aéreo                            |
| Escalafón general | Meteorología                              |
| Escalafón general | Administración financiera                 |
| Escalafón general | Operador de sistemas aéreos no tripulados |
| Escalafón técnico | Ingeniero mecánico aeronáutico            |
| Escalafón técnico | Ingeniero electrónico aeronáutico         |

| Escalafón técnico        | Mecánico de Taller                               |
| Escalafón técnico        | Mecánica aeronáutica                             |
| Escalafón técnico        | Electrónica aeronáutica                          |
| Escalafón técnico        | Armamento                                        |
| Escalafón general        | Seguridad y defensa                              |
| Escalafón general        | Sensores de imágenes                             |
| Escalafón general        | Carga y Despacho de Aeronaves                    |
| Escalafón general        | Control del espacio aéreo                        |
| Telecomunicaciones       |                                                  |
| Escalafón administrativo | Oficinistas, contables                           |
| Escalafón servicios      | Abastecimiento, Contra Incendio, Complementarios |